# 도가노촌
도가노촌(일본어: 斗賀野村)은 일본 고치현 다카오카군에 있던 촌이다. 현재의 사카와정에 해당한다.

## 역사
- 1889년 4월 1일 - 정촌제 시행에 의해 2촌의 구역으로 성립하였다.
- 1954년 3월 20일 - 구 사카와정, 오가와촌, 구로이와촌과 합병해 새로운 사카와정이 성립, 동일 도가노촌은 폐지되었다.

## 교통

### 철도
- 일본국유철도
  - 도사선

현재는 구촌지역에 에리노노역이 소재하지만 당시엔 미개통

## 참고 문헌
- 角川日本地名大辞典編纂委員会,『角川日本地名大辞典 39 高知県』1983, 角川書店